# 高品朋
高品 朋（たかしな ほう、1899年（明治32年）9月23日 - 1988年（昭和63年）6月4日）は、大日本帝国陸軍軍人。最終階級は陸軍少将。

## 経歴
千葉県出身。1920年（大正9年）5月に陸軍士官学校第32期卒業。同年12月に陸軍歩兵少尉に任官。1929年（昭和4年）陸軍大学校に入学し、1932年（昭和7年）同校第44期卒業。この間、歩兵から航空兵に転科する。
1938年（昭和13年）12月、イラン公使館附武官、1940年（昭和15年）8月、浜松陸軍飛行学校研究部主事、1941年（昭和16年）1月、参謀本部附兼陸軍省軍務局附を経て、同年3月、陸軍航空兵大佐に進む。ついで同年10月、鉾田陸軍飛行学校教官を経て、大東亜戦争に突入すると1942年（昭和17年）4月、飛行第58戦隊長に転じた。1943年（昭和18年）1月、第7飛行師団参謀長に補され、ダーウィン空襲などを指揮する。その後、1945年（昭和20年）3月、陸軍少将に進み、鉾田教導飛行師団司令部附となり、同年5月、鉾田教導飛行師団長に補され、同年7月、第26飛行団長に転じ、栃木で本土決戦に備える中終戦を迎えた。
1947年（昭和22年）11月28日、公職追放仮指定を受けた。

## 親族
- 兄：高品彪（陸軍中将）